# Busard pâle
Circus macrourus
Espèce
Statut de conservation UICN

 NT  : Quasi menacé
Statut CITES
Le Busard pâle (Circus macrourus) est une espèce de rapaces diurnes de la famille des Accipitridae.

## Protection
Le Busard pâle bénéficie d'une protection totale sur le territoire français depuis l'arrêté ministériel du 17 avril 1981 relatif aux oiseaux protégés sur l'ensemble du territoire. Il est donc interdit de le détruire, le mutiler, le capturer ou l'enlever, de le perturber intentionnellement ou de le naturaliser, ainsi que de détruire ou enlever les œufs et les nids, et de détruire, altérer ou dégrader son milieu. Qu'il soit vivant ou mort, il est aussi interdit de le transporter, colporter, de l'utiliser, de le détenir, de le vendre ou de l'acheter.

## Voir aussi

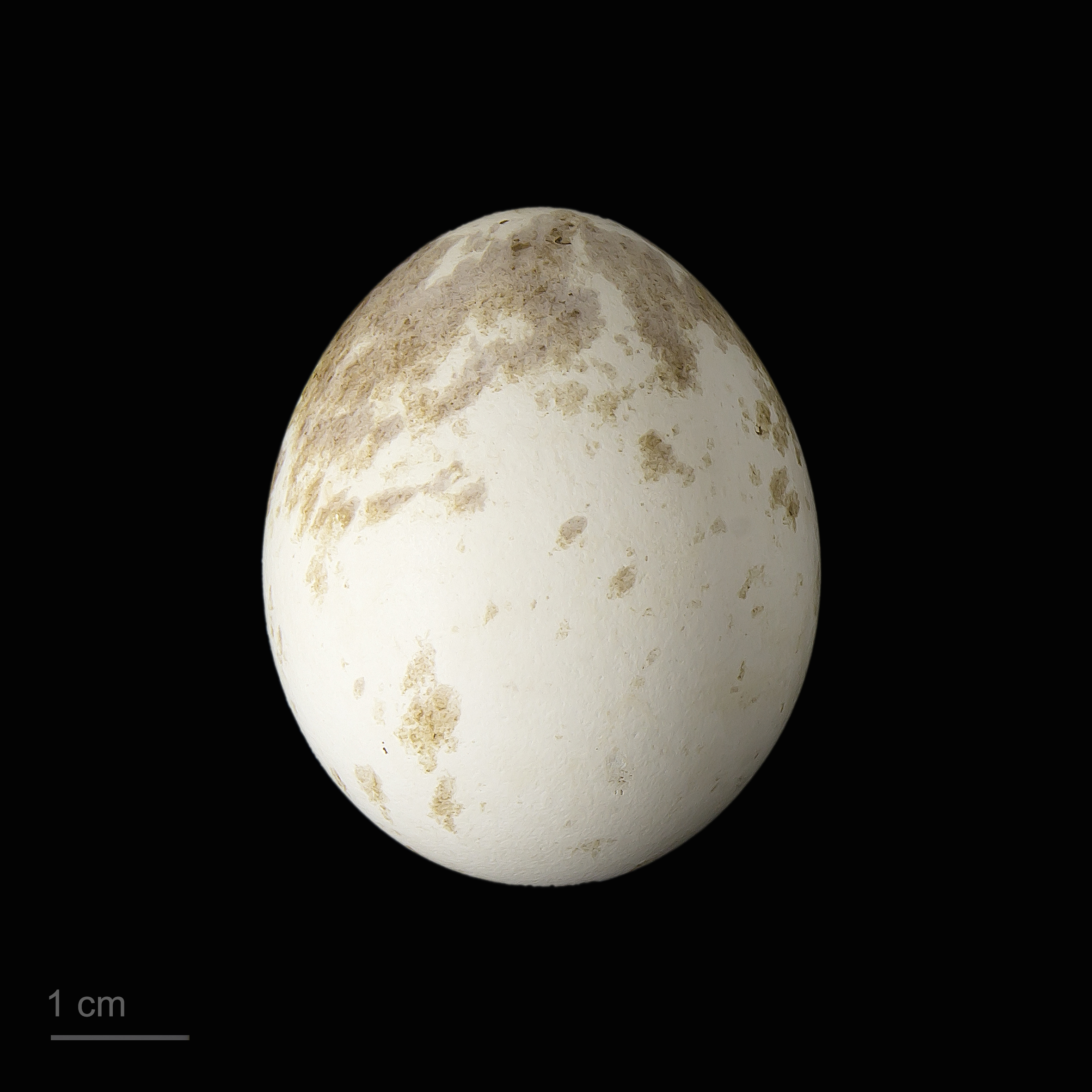
Circus macrourus - MHNT

## Répartition

habitat permanent
zone d'hivernage
nidification